# Dietmar Hauer
Dietmar "Didi" Hauer (Ybbs an der Donau, 12 maart 1968) is een Oostenrijks voormalig wielrenner die korte tijd uitkwam voor de Belgische Tulip Computers-ploeg. In 1988 en 1990 won hij het eindklassement van de Ronde van Oostenrijk. In 1988 nam hij deel aan de wegwedstrijd op de Olympische Zomerspelen.
Na zijn actieve wielerloopbaan werd hij docent werktuigbouwkunde aan de Technische Hogeschool in Klagenfurt.

## Belangrijkste overwinningen
1988
- Eindklassement Ronde van Oostenrijk

1990
- Uniqa Classic
- Eindklassement Ronde van Oostenrijk
- Giro delle Regioni

## Resultaten in voornaamste wedstrijden
| Jaar | Amstel Gold Race | Luik-Bast.‑Luik |
| ---- | ---------------- | --------------- |
| 1991 | 100e             | 50e             |